# Les Artigues-de-Lussac
Les Artigues-de-Lussac is een gemeente in het Franse departement Gironde (regio Nouvelle-Aquitaine). De plaats maakt deel uit van het arrondissement Libourne. Les Artigues-de-Lussac telde op 1 januari 2022 1.120 inwoners.

## Geografie
De oppervlakte van Les Artigues-de-Lussac bedroeg op 1 januari 2022 10,16 vierkante kilometer; de bevolkingsdichtheid was toen 110,2 inwoners per km².

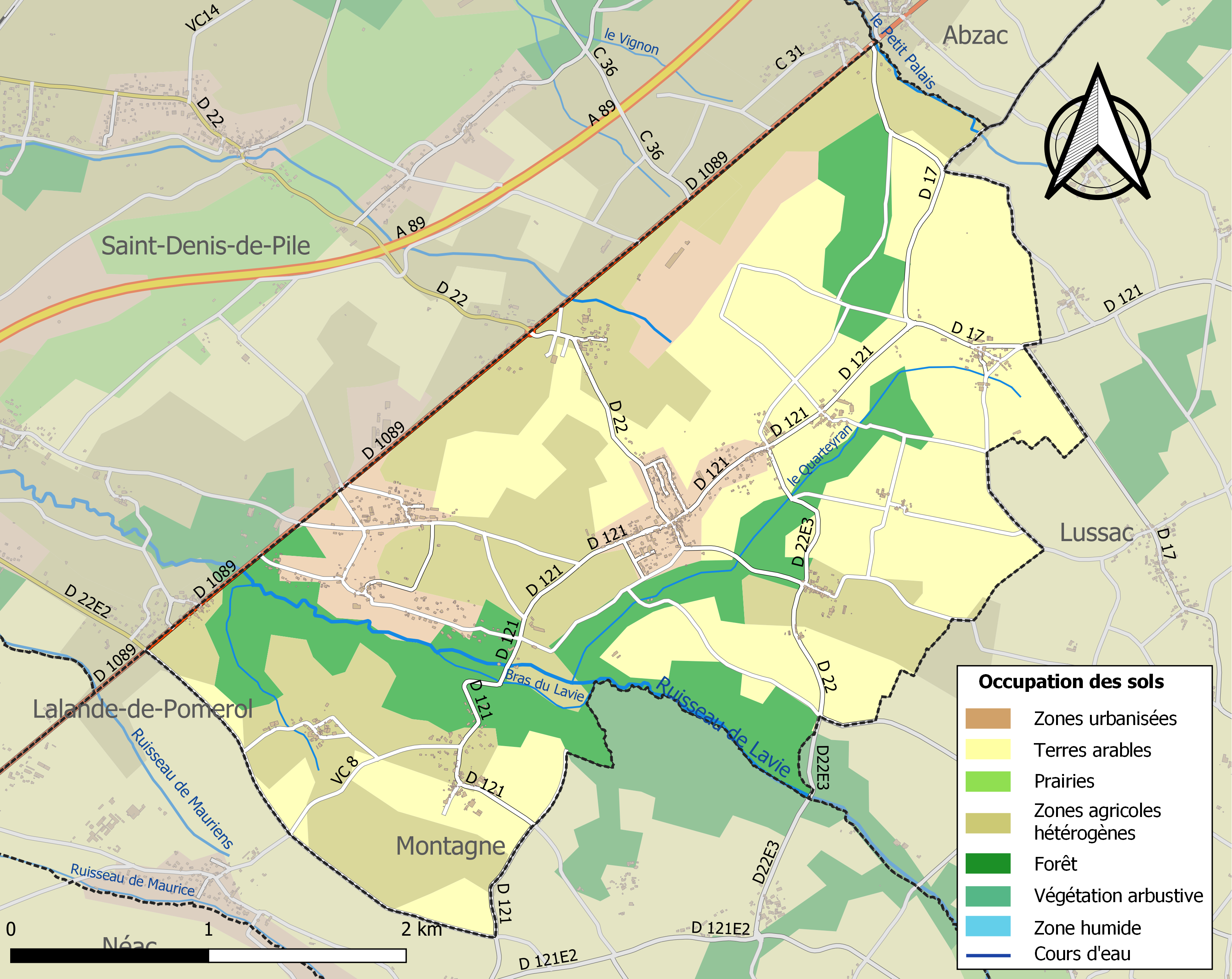
Kaart van de gemeente met belangrijkste infrastructuur, bodemgebruik en omliggende gemeenten

## Demografie
Onderstaande figuur toont het verloop van het inwonertal (bron: INSEE-tellingen).